# Jabulani Mofokeng
Jabulani Mofokeng, né le 12 janvier 1991, est un céiste sud-africain pratiquant le slalom.

## Carrière
Il est médaillé d'argent en C2 avec Siboniso Cele aux Championnats d'Afrique de slalom 2009 à Cradock. Aux Championnats d'Afrique de slalom 2012 à Bethlehem, il est médaillé d'or en C2 avec Mokutu Ntoe.